# Louis Brodel
Louis Édouard Brodel, né le 31 mars 1892 à Saint-André-lez-Lille (Nord) et décédé le 26 janvier 1936 à Lille (Nord), est un homme politique français.

## Biographie
- 1910 : il adhère au Parti socialiste.
- 1914 : il est mobilisé.
- 1915 : blessé à Neuville-Saint-Vasst, il est renvoyé au front.
- 1916 : en raison d'une cardiopathie, il peut quitter Verdun, réformé et pensionné.
- 1917 : il se marie au Creusot.
- 1919 : il est élu membre de la commission administrative du syndicat des mineurs du Nord. Il est, par ailleurs, candidat socialiste au conseil d'arrondissement de Lille.
- 1920 : à l'issue du congrès de Tours, il opte pour la III e Internationale.
- 1921 : il devient secrétaire fédéral de la Fédération du Nord du PC. En décembre, il est délégué au congrès de Marseille du PC avec des mandats favorables à la Gauche du parti et a pour consigne de se faire élire au Comité directeur. Brodel y est élu, mais contribue à l'élimination du leader de la Gauche, Souvarine.
- 1922 : la commission administrative du Nord du PC le met en demeure de choisir entre le Comité directeur et sa responsabilité de secrétaire général de la Fédération. Il démissionne, alors, du Comité directeur. Bientôt, il démissionne également du secrétariat fédéral. Toutefois, en mars, il est réélu dans cette instance.
- 1923 : blâmé par le congrès fédéral de Douai, il est exclu du PC. Le congrès départemental de l'Association républicaine des anciens combattants (ARAC) le met en minorité et il en démissionne.
- 1924 : il devient secrétaire général de la Fédération socialiste-communiste du Nord.
- 1925 : il est élu conseiller municipal de Marquette-lès-Lille.
- 1928 : il entre au bureau de la section de Saint-André du Parti socialiste SFIO.
- 1929 : il est élu conseiller municipal de Lille.
- 1931: il est élu conseiller d'arrondissement du canton sud de Lille, dont il devient secrétaire puis vice-président.
- 1934 : il devient secrétaire général des sections socialistes de l'arrondissement de Cambrai et, candidat de la SFIO lors d'une élection législative partielle dans la 1re circonscription de Cambrai, devient député.

## Sources
- Dictionnaire biographique du mouvement ouvrier français, Les Éditions de l'Atelier, 1997
- « Louis Brodel », dans le Dictionnaire des parlementaires français (1889-1940), sous la direction de Jean Jolly, PUF, 1960 [détail de l’édition]